# Даниел Павлович
Даниел Павлович (на сърбо-хърватски Daniel Pavlovic, роден на 22 април 1988 в Роршах) е швейцарски футболист от хърватски произход. Играе с екипа на втородивизионния германски клуб Кайзерслаутерн.

## Клубна кариера
Павлович играе в юношеските отбори на Роршах и Санкт Гален, преди да премине в младежкия отбор на Фрайбург през 2006 г., с който печели купата на Германия за младежи. Следващата стъпка в развитието на футболиста е картотекирането му в дублиращия отбор на „брайзгауците“, с който играе във футболната оберлига на Баден-Вюртемберг. През 2007 г. левичарят се завръща в родината си Швейцария, където заиграва в състава на втородивизионния Шафхаузен и за два сезона постига 44 мача и 6 гола.
През юли 2009 г. Павлович подписва договор с германския Кайзерслаутерн веднага след контролна среща, в която той играе срещу „червените дяволи“. Двата клуба постигат съгласие за договор за наем, след изтичането на който, клубът от Пфалц придобива правото да закупи играча срещу твърдо посочена сума.

## Национален отбор
Даниел Павлович е дългогодишен юношески национален футболист на Швейцария. Той взема участие в европейското първенство за футболисти до 17-годишна възраст в Италия през 2005 г. В отбора на Швейцария до 21 г. левият защитник има 5 мача.